# Chloroclystis sandycias
Chloroclystis sandycias là một loài bướm đêm trong họ Geometridae.